# Arrondissement Arcachon
Das Arrondissement Arcachon ist ein Verwaltungsbezirk im  französischen Département Gironde in der Region Nouvelle-Aquitaine. Hauptort (Sitz der Unterpräfektur) ist Arcachon.

## Geschichte
Das Arrondissement Arcachon wurde mit Wirkung zum 1. Januar 2007 durch Ausgliederung von vier Kantonen des Arrondissements Bordeaux gebildet.

## Verwaltung
Das Arrondissement untergliedert sich in vier Kantone und 17 Gemeinden:
- Andernos-les-Bains (6 Gemeinden)
- Gujan-Mestras (4 Gemeinden)
- La Teste-de-Buch (2 Gemeinden)
- Les Landes des Graves (mit 5 von 25 Gemeinden)

| 1. Andernos-les-Bains (33005) | 2. Arcachon (33009)     | 3. Arès (33011)          | 4. Audenge (33019)          |
| 5. Belin-Béliet (33042)       | 6. Biganos (33051)      | 7. Gujan-Mestras (33199) | 8. La Teste-de-Buch (33529) |
| 9. Lanton (33229)             | 10. Le Barp (33029)     | 11. Le Teich (33527)     | 12. Lège-Cap-Ferret (33236) |
| 13. Lugos (33260)             | 14. Marcheprime (33555) | 15. Mios (33284)         | 16. Saint-Magne (33436)     |
| 17. Salles (33498)            |                         |                          |                             |

## Unterpräfekten
Zu Unterpräfekten des Arrondissements wurden ernannt:
- Philippe Ramon, vom 10. Dezember 2006[2] bis zum 19. Juni 2009,[3]
- Pascal Gauci, seit dem 20. Juni 2009.[4]